# Francisco Ciutat de Miguel
Francisco Ciutat de Miguel (més conegut com a Angelito) (Madrid, 1909 - L'Havana, 1986) fou un militar republicà espanyol.

## Biografia
Des de la seva arribada a Cuba prengué el nom d'Ángel Martínez Reozola. Seguint les passes del seu pare, militar d'origen català mort el 1921, ingressà als setze anys a l'Acadèmia d'Infanteria de Toledo. Entre 1928 i 1935 fou destinat com a tinent a Bilbao. A l'esclat de la Guerra Civil espanyola, era estudiant per oposició a l'Escola Superior de Guerra de Madrid. Ingressà al Partit Comunista d'Espanya l'agost de 1936 i rebé l'encàrrec del Ministeri de Guerra d'enquadrar i organitzar els batallons dels partits des de la Comandància General de Milícies.
Nomenat el setembre de 1936 Cap provisional d'Operacions de les milícies del Nord, dins les seves files va combatre a la batalla de Santander l'estiu de 1937. Durant la campanya d'Euskadi mantingué relacions tenses amb el Govern basc i el seu exèrcit autònom, l'Eusko Gudarostea. Amb l'ensorrament del front del nord, com a tinent coronel, s'integrà a l'Exèrcit de Maniobres del general Rojo i a l'Exèrcit de Llevant fins a l'acabament del conflicte bèl·lic. Com a militar adscrit al PCE, Ciutat marxà a la Unió Soviètica, on estudià i fou docent a l'Acadèmia Militar Voroshilov, centre de formació de comandaments de l'Exèrcit Roig (1939-1948).
El 1941 participà en l'organització als Urals de les forces soviètiques en lluita contra la invasió alemanya. El 1948 abandonà l'activitat militar per la docència d'espanyol a Moscou. Poc després del triomf de la revolució castrista, Ciutat fou enviat a Cuba (1960) com a conseller militar per a l'organització de les Forces Armades Revolucionàries (FAR) i el combat contra els "bandidos" a la serra d'Escambray (1960-1965). Participà després com a assessor militar en els conflictes entre el Marroc i Algèria (1963), el Congo (1965) i el Vietnam (1971). Retornà a Espanya el 1977, on residí fins a mitjans dels vuitanta. Reclamat pels germans Castro, tornà a Cuba greument malalt. Les seves restes descansen al panteó de les FAR del cementiri de Colón a l'Havana.

## Fons personal
El seu fons personal es conserva a l'Arxiu Nacional de Catalunya. El fons inclou documentació aplegada i produïda per Francisco Ciutat de Miguel. Hi ha una abundant correspondència familiar del seu període del retorn a l'Espanya de la transició, així com altres escrits adreçats a la seva esposa. Pel que fa a l'activitat militar, aplega escrits de l'època de formació, un carnet i el nomenament com a tinent coronel de l'Exèrcit republicà, a més de la reproducció digital de la documentació que testimonia la seva participació en la lluita contra els anticastristes a la serra d'Escambray, conservada actualment al Museo Nacional de la Lucha contra Bandidos a Trinidad (Cuba). El fons conserva l'esborrany original de l'única obra publicada pel productor ("Relatos y reflexiones sobre la Guerra de España"), entre altres creacions de caràcter historiogràfic. Aplega també la correspondència intercanviada amb el metge i amic Albert Cañero, a més de cartes rebudes del general Vicente Rojo i de Dolores Ibárruri. El fons incorpora una biografia breu del personatge, una cronologia de les seves activitats principals i diversos diplomes i reconeixements. Finalment, entre els recursos d'informació trobem dossiers de premsa i publicacions, preferentment de propaganda comunista. El fons inclou una important documentació fotogràfica familiar i relativa a la Guerra Civil espanyola, la relació del productor amb Fidel i Raúl Castro i diferents missions internacionals (com ara al Congo, la Xina i el Vietnam). En conjunt, el fons permet una aproximació a la trajectòria de Francisco Ciutat, exemple de les vicissituds vitals d'un dels militars republicans comunistes exiliats a l'acabament de la Guerra Civil espanyola.